# Dobos Károly (író)
Dobos Károly (Balapuszta, 1874. március 1. – Budapest, Ferencváros, 1911. szeptember 22.) pedagógus, író.

## Életútja
Dobos István és Kertész Anna fiaként született Balapusztán, Túrkeve mellett. Gimnáziumi tanulmányait Szolnokon, Esztergomban és Vácon végezte. Bölcseleti tárgyakat négy évig hallgatott a budapesti tudományegyetemen, ahol 1898-ban megszerezte a bölcselettudori oklevelet. Tanári működését 1898. szeptemberben a szentesi állami főgimnáziumnál kezdte. Majd rövid idő múlva az igényeinek jobban megfelelő Aradra került a királyi főgimnáziumhoz ugyancsak helyettes tanári minőségben. Ugyanezen intézethez nevezték ki 1899. december 16-án id. rendes tanárnak, miután 1899. április 25-én a budapesti tanárvizsgáló bizottság őt a magyar és latin nyelv és irodalom tanítására képesítettnek nyilvánította. Miután 1903-ban véglegesítették, még ugyanez év nyarán saját kérelmére a budapesti VI. kerületi állami főgimnáziumhoz került át. 1908. április 1-től augusztus végéig a vallási és közoktatási minisztérium támogatásával az angol nyelvet és irodalmat tanulmányozta London, Oxford, Cambridge, Rugby és Eton városokban. Sorba látogatta az angol kollégiumokat. Augusztusban Oxfordban az angol nyelv és irodalom négy hetes tanfolyamán is részt vett. Gyenge szervezetét a sok szellemi munka megőrölte. 1910-ben kezdett betegeskedni, felesége, Beck Flóra szerető gonddal ápolta. Halálát véres agydaganat okozta.
A tanári pályán mindössze 13 évet töltött, ezen rövid idő alatt is szép irodalmi működést fejtett ki. Költeményei jelentek meg a vidéki lapokban, továbbá a Hét, Ország-Világ és a Vasárnapi Újságban. A vidéki lapokba (Arad és Vidéke, Aradi Közlöny, Jász-Nagy-Kún-Szolnok) kritikákat és tárcákat is írt. Munkatársa volt a készülőben lévő akadémiai Nagy Szótárnak. Értekezései: A legrégibb római nyelvemlékek nyelvtanából. (Aradi kir. főgimn. értesítője) és Jegyzetek az angol nyilvános iskolákról. (Budapesti VI. kér. főgimn. értesítője).

## Önálló kötetei
- A magyar diáknyelv és szótára (Bp., 1898)
- Tavaszutó (versek, Bp., 1903)